# 11 février
Pour les articles homonymes, voir Onze-Février.
11 janvier 11 mars
Chronologies thématiques
- Croisades
- Ferroviaires
- Sports
- Disney
- Anarchisme
- Catholicisme

Abréviations / Voir aussi
- (° 1852) = né en 1852
- († 1885) = mort en 1885
- a.s. = calendrier julien
- n.s. = calendrier grégorien
- Calendrier
- Calendrier perpétuel
- Liste de calendriers
- Naissances du jour

Le 11 février est le 42e jour de l'année du calendrier grégorien (il en reste ensuite 323, 324 lorsqu'elle est bissextile).
C'était généralement le 23 pluviôse du calendrier républicain ou révolutionnaire français, officiellement dénommé jour du chiendent.

## Événements

### VIIesiècleav. J.-C.
- 660 av. J.-C. : fondation mythique du Japon par le légendaire et divin empereur Jinmu (ou Jimmu, 神武天皇, Jinmu Tennō?), date fixée rétrospectivement en 1872 par le gouvernement Meiji inspiré par l'Occident jusque dans le calendrier grégorien.

### IIIesiècle
- 244 : l'empereur Gordien III est assassiné à la suite d'une mutinerie à Zaitha en Mésopotamie romaine.

### VIIesiècle
- 624 : la qibla (direction vers laquelle les musulmans doivent se tourner pour prier) passe de Jérusalem à La Mecque[1] (siècle d'avènement de l'Islam).

### XIVesiècle
- 1302 : le roi de France Philippe IV le Bel fait brûler la bulle pontificale Ausculta fili.

### XVIesiècle
- 1531 : Proclamation de Henri VIII d'Angleterre comme chef suprême de l’Église et du clergé d'Angleterre (règne de l'avènement de l'anglicanisme en chrétienté).
- 1543 : le roi d'Angleterre Henri VIII signe une alliance avec l'empereur germanique et roi d'Espagne Charles Quint contre la France[2].

### XVIIesiècle
- 1654 : abdication de la reine Christine de Suède en faveur de son cousin germain Charles-Gustave de Palatinat-Deux-Ponts-Cleebourg[3].

### XVIIIesiècle
- 1742 : Robert Walpole démissionne de son poste de Premier ministre de Grande-Bretagne.
- 1798 : occupation française de Rome sous le régime du Directoire post-révolutionnaire en France.

### XIXesiècle
- 1814 : victoire de Napoléon à la bataille de Montmirail.
- 1855 : Téwodros II est couronné roi des rois d'Éthiopie.
- 1873 : abdication du roi d'Espagne Amédée Ier et proclamation de la première République espagnole.
- 1894 : départ du roi béninois Béhanzin de Cotonou pour la Martinique. Il pensait aller y rencontrer le président français Sadi Carnot mais c'était en réalité un exil forcé.

### XXesiècle
- 1919 : élection de Friedrich Ebert à la présidence du Reich.
- 1945 : clôture de la conférence de Yalta au bord de la mer Noire en Crimée (URSS), alors que la Seconde Guerre mondiale semble toucher à sa fin.
- 1959 : fondation de la fédération des émirats arabes du Sud comme protectorat britannique.
- 1971 : signature du traité de désarmement sur le fond des mers et des océans.
- 1975 :
  - assassinat du président malgache Richard Ratsimandrava.
  - Margaret Thatcher est élue à la tête du Parti conservateur britannique.
- 1977 : Mengistu Haile Mariam prend le pouvoir en Éthiopie.
- 1979 : l'ayatollah Khomeini prend le pouvoir en Iran (fin de la révolution iranienne).
- 1990 : libération de Nelson Mandela en Afrique du Sud.
- 1992 : collision entre le USS Baton Rouge et le sous-marin K-276 Kostroma près de Mourmansk en Russie.

### XXIesiècle
- 2007 : victoire de Gurbanguly Berdimuhamedow à l'élection présidentielle turkmène en ex-URSS d'Asie centrale.
- 2011 : démission du président / raïs de l'Égypte Hosni Moubarak après une répression ayant causé au moins 850 morts (première révolution égyptienne de 2011 commencée le 25 janvier). L'armée assure l'intérim et annonce un scrutin électoral présidentiel[4].
- 2013 : 235 Philippins pour la plupart armés accostent par bateau Lahad Datu dans l'État de Sabah en Malaisie, déclenchant ainsi une riposte de la part des forces armées malaisiennes.
- 2016 : élection du francophone Charlot Salwai au Vanuatu.
- 2018 : Priorité Monaco remporte les élections "nationales" monégasques.
- 2020 : l'armée arabe syrienne et ses alliés parviennent à reprendre pour la première fois depuis 2012 le contrôle de l'intégralité de l'autoroute M5 reliant la capitale Damas à la capitale économique Alep.
- 2024 : en Finlande, Alexander Stubb est élu au second tour président de la république[5].

## Arts, culture et religion
- 624 ci-avant (marque d'avènement de la religion musulmane en Arabie).
- 1531 : réforme anglaise ci-avant (avènement du christianisme anglican).
- 1840 : création de La Fille du régiment de Gaetano Donizetti.
- 1843 : première de l'opéra I Lombardi alla prima crociata (Les Lombards à la première croisade) de Giuseppe Verdi à la Scala de Milan.
- 1858 : Bernadette Soubirous témoigne d'une apparition de la Vierge Marie à la grotte de Massabielle de Lourdes (Bigorre pyrénéenne, département français des Hautes-Pyrénées).
- 1903 : première création de la symphonie no 9 d'Anton Bruckner.
- 1906 : Pie X publie l'encyclique Vehementer nos.
- 1924 : réception officielle d'Émile Picard (1856-1941) à l'Académie française.
- 1929 : accords du Latran entre le Vatican et l'Italie fasciste de Mussolini.
- 1936 : sortie londonienne du film Les Temps modernes de Charlie Chaplin.
- 1940 : des célébrations du 2600e anniversaire de la fondation du Japon ont lieu (660 av. J.-C. plus haut), en même temps que des bruits de bottes nippones en Chine et dans le Pacifique préalables à Seconde Guerre mondiale dans cet océan.
- 1954 : Louis Parisot bénit la grotte Notre-Dame d'Arigbo et fonde son pèlerinage (diocèse de Dassa-Zoumé au Bénin en Afrique).
- 1989 : Barbara Harris devient la première femme évêque de l'Église épiscopalienne (équivalent américain de l'Église anglicane) à Boston[6].
- 2005 :
  - XIIIe journée mondiale du malade au sanctuaire de la reine des apôtres à Mvolye (Cameroun, Afrique).
  - André Vingt-Trois succède au cardinal Jean-Marie Lustiger à la tête de l'Archidiocèse de Paris.
- 2013 : Benoît XVI annonce sa renonciation à la charge de pape.

## Sciences et techniques
- 1854 : les rues principales sont éclairées pour la première fois avec du gaz de charbon à Washington D.C. aux États-Unis.
- 1922 : la découverte de l'insuline par Frederick Banting et Charles Best est annoncée à Toronto au Canada.
- 1939 : parution d'un article historique sur le mécanisme de la fission par Lise Meitner et Otto Frisch dans la revue de référence Nature. Leó Szilárd propose le black-out de toute publication sur le sujet ce même mois.
- 1970 : le Japon est le quatrième pays à mettre un satellite en orbite (Ōsumi).
- 1984 : la navette spatiale américaine Challenger atterrit à Cap Canaveral en Floride au terme d'une mission de 8 jours. Les astronautes Bruce McCandless II et Robert L. Stewart ont été les premiers à sortir dans l'espace sans être reliés à la navette.
- 2015 :
  - la première mini-navette spatiale de l’Agence spatiale européenne (ESA) / Intermediate eXperimental Vehicle (IXV) est lancée par la fusée européenne Vega puis récupérée dans l’océan Pacifique ;
  - le satellite Deep Space Climate Observatory (DSCOVR) issu de la collaboration NOAA-NASA-USAF est lancé par la fusée Falcon 9 de l'entreprise privée SpaceX.
- 2016 : annonce de la première détection directe d'ondes gravitationnelles par les deux observatoires LIGO[7],[8].

## Économie et société
- 1783 : nième tremblement de terre en Haïti.
- 1786 : torture et exécution de la dernière criminelle française soumise à la question Jeanne Delozanne dite « la grande Jeannette ».
- 1869 : Patrick J. Whelan est le dernier à subir l'exécution publique par pendaison au Canada (meurtre de Thomas d'Arcy McGee).
- 1882 : livraison de la première ligne de chemin de fer sur l'île française ultra-marine de La Réunion entre Saint-Denis et Saint-Benoît.
- 1937 : la Compagnie automobile américaine General Motors admet la représentativité des United Auto Workers après quarante-quatre jours de grève avec occupation d'usines.
- 1950 : le salaire minimum interprofessionnel garanti (SMIG) entre en vigueur en France.
- 1993 : la reine britannique Élisabeth II accepte de payer des impôts sur ses revenus personnels selon les mêmes modalités que le contribuable ordinaire.
- 2006 : l'aventurier américain Steve Fossett réalise un record du vol le plus long[9].
- 2007 : le premier ministre promet une légalisation de l'interruption volontaire de grossesse par voie parlementaire au Portugal à la suite de l'échec d'un référendum (une majorité de 59,3 % de Portugais se sont exprimés favorablement mais le taux de participation (environ 40 %) est inférieur au seuil de 50 % pour validation).
- 2014 : accident d'un avion Lockheed C-130 Hercules 7T-WHM algérien sur le mont Fortas.
- 2018 : le vol Saratov Airlines 703 s'écrase (71 morts).

## Naissances

### XIVesiècle
- 1380 : Poggio Bracciolini, philosophe humaniste italien († 30 octobre 1459).

### XVesiècle
- 1466 : Élisabeth d'York, reine d'Angleterre, épouse de Henri VII, mère de Henri VIII († 11 février 1503).

### XVIesiècle
- 1568 : Honoré d'Urfé, écrivain français († 1er juin 1625).

### XVIIesiècle
- 1624 : Lambert Doomer, peintre néerlandais († 2 juillet 1700).
- 1657 : Bernard Le Bovier de Fontenelle, historien et scientifique français devenu quasi-centenaire († 9 janvier 1757).
- 1699 : Bertrand-François Mahé de La Bourdonnais, navigateur puis gouverneur des Îles-de-France et Bourbon († 10 novembre 1753).

### XVIIIesiècle
- 1725 : Louis Mandrin, contrebandier français († 26 mai 1755)
- 1735 : Adrien-Nicolas Piédefer, marquis de La Salle, général et homme de lettres français († 23 octobre 1818)
- 1745 : Inō Tadataka, géomètre et cartographe japonais († 17 mai 1818).
- 1764 : Marie-Joseph Chénier, poète français († 10 janvier 1811).
- 1780 : Karoline von Günderode, poétesse allemande († 26 juillet 1806).
- 1799 : Basile Moreau, prêtre catholique français, fondateur de la Congrégation de Sainte-Croix († 20 janvier 1873).
- 1800 : William Henry Fox Talbot, mathématicien britannique († 17 septembre 1877).

### XIXesiècle
- 1801 : Daniël Cans, homme politique belge († 28 avril 1889).
- 1806 : 
  - Zoé de Gamond, éducatrice et féministe belge († 28 février 1854).
  - Flora Hastings, aristocrate britannique († 5 juillet 1839).
- 1810 : Loïsa Puget, compositrice française († 24 octobre 1889).
- 1839 : Willard Gibbs, physicien américain († 28 avril 1903).
- 1847 : Thomas Edison, inventeur et industriel américain († 18 octobre 1931).
- 1858 : Geoffroy d'Andigné, parlementaire français († 10 mars 1932).
- 1860 : Rachilde, écrivaine française († 4 avril 1953).
- 1869 : Else Lasker-Schüler, poétesse allemande († 22 janvier 1945).
- 1876 : Harold Gilman, peintre britannique († 12 février 1919).
- 1880 : Auguste Silice, peintre et décorateur français († 17 décembre 1951).
- 1881 : Marcel Vacherot, joueur français de tennis († 24 mai 1975).
- 1900 : 
  - Raymond Cambefort, vétéran français de la Première Guerre mondiale († 16 janvier 2008).
  - Hans-Georg Gadamer, philosophe allemand († 13 mars 2002).

### XXesiècle
- 1902 : Arne Jacobsen, architecte et designer danois († 24 mars 1971).
- 1903 : Irène Némirovsky, écrivaine russe d'expression française († 19 août 1942).
- 1904 : 
  - Keith Holyoake, Premier ministre de Nouvelle-Zélande († 8 décembre 1983).
  - Lucile Randon, ou Sœur André(e), religieuse supercentenaire et doyenne officielle des Français (voire dauphine officieuse de Tava Colo), des Européens et de l'humanité, 4e personne connue comme la plus âgée de tous les temps († 17 janvier 2023).
- 1908 :
  - Philip Dunne, réalisateur, scénariste et producteur américain († 2 juin 1992).
  - Vivian Fuchs, explorateur polaire britannique († 11 novembre 1999).
- 1909 :
  - Max Baer, boxeur américain († 21 novembre 1959).
  - Claude Chevalley, mathématicien français († 28 juin 1984).
  - Al Eugster, animateur et réalisateur américain († 1er janvier 1997).
  - Joseph L. Mankiewicz, cinéaste américain († 5 février 1993).
- 1912 : Juan Carlos Aramburu, cardinal argentin († 18 novembre 2004).
- 1915 :
  - Richard Hamming, mathématicien américain († 7 janvier 1998).
  - Hans Edmund Wolters, ornithologue allemand († 22 décembre 1991).
- 1917 : Sidney Sheldon, scénariste, producteur et romancier américain († 30 janvier 2007).
- 1919 : Eva Gabor, actrice américaine († 4 juillet 1995).
- 1920 : Farouk Ier, roi d'Égypte († 18 mars 1965).
- 1921 :
  - Corinne Luchaire, actrice française († 22 janvier 1950).
  - Antony Padiyara, cardinal indien († 23 mars 2000).
- 1922 : Hélie Denoix de Saint Marc, militaire et résistant français († 26 août 2013).
- 1924 : 
  - Jeannou Lacaze, général français († 1er août 2005).
  - Budge Patty, joueur de tennis américain († 5 octobre 2021).
- 1925 :
  - Amparo Rivelles, actrice espagnole († 7 novembre 2013).
  - Manuel Dos Santos, matador portugais († 18 février 1973).
  - Kim Stanley, actrice américaine († 20 août 2001).
- 1926 :
  - Paul Bocuse, grand chef de la cuisine française († 20 janvier 2018).
  - Leslie Nielsen, acteur canadien († 28 novembre 2010).
- 1927 : Sinclair Stevens (en), homme politique canadien († 30 novembre 2016).
- 1929 : Albert Azaryan, gymnaste arménien triple champion olympique.
- 1932 : Pedrés (Pedro Martínez González dit), matador espagnol († 6 septembre 2021).
- 1934 : 
  - Maryse Condé, écrivaine, journaliste et professeure de littérature guadeloupéenne († 2 avril 2024).
  - Tina Louise, actrice américaine.
  - Manuel Noriega, homme politique panaméen († 29 mai 2017).
  - Mary Quant, créatrice de mode britannique.
  - John Surtees, pilote moto britannique († 10 mars 2017).
- 1935 : Gene Vincent, musicien américain († 12 octobre 1971).
- 1936 : Burt Reynolds, acteur américain († 6 septembre 2018).
- 1937 :
  - Maryse Condé, romancière française.
  - Eddie Shack, joueur de hockey sur glace canadien († 25 juillet 2020).
- 1938 : 
  - Bobby Pickett, chanteur et compositeur américain († 25 avril 2007).
  - Mohammed Gammoudi, athlète tunisien spécialiste du fond, champion olympique.
- 1939 : Gerry Goffin, parolier américain († 19 juin 2014).
- 1940 : Rafael de Paula, matador espagnol.
- 1941 : 
  - Sonny Landham, acteur américain († 17 août 2017).
  - Sergio Mendes, musicien brésilien.
- 1943 :
  - José Jiménez Fernández dit Joselito, ex-enfant chanteur espagnol.
  - Serge Lama (Serge Chauvier dit), chanteur français, récompensé d'une Victoire d'honneur la veille de ses 80 ans.
  - George Woods, athlète américain spécialiste du lancer du poids († 30 août 2022).
- 1945 : 
  - Ralph Doubell, athlète australien spécialiste du demi-fond, champion olympique.
  - Kenneth Walsh, nageur américain double champion olympique.
- 1946 : Pierre Curzi, acteur et homme politique québécois.
- 1947 :
  - Yukio Hatoyama, homme politique japonais.
  - Jacques Pradel, journaliste français.
- 1948 : Bernard Bonnet, haut fonctionnaire français ancien préfet, notamment en Corse comme successeur de Claude Érignac.
- 1949 :
  - Marc Menant, journaliste français.
  - Synthia Saint James, illustratrice américaine.
  - Antoine Waechter, homme politique français.
- 1952 : Bruno de Monès, photographe portraitiste français.
- 1953 :
  - Jeb Bush, homme politique américain.
  - Joëlle Sevilla, actrice française.
  - Stephen Thorne, aspirant astronaute américain († 24 mai 1986).
- 1956 :
  - Didier Lockwood, violoniste de jazz français († 18 février 2018).
  - Piotr Klemensiewicz, peintre et sculpteur français d'origine polonaise. († 5 octobre 2023)
- 1957 : Colette Burgeon, femme politique belge.
- 1959 : 
  - Bradley Cole, acteur et chanteur américain.
  - Marzieh Vahid Dastjerdi, femme politique iranienne.
- 1960 : Richard Mastracchio, astronaute américain.
- 1962 : 
  - Sheryl Crow, chanteuse américaine.
  - Eric Vanderaerden, coureur cycliste belge, professionnel de 1983 à 1996.
- 1963 : José María Bakero, footballeur espagnol.
- 1964 : 
  - Jean-Marc Agrati, auteur français.
  - Sarah Palin, femme politique américaine.
- 1965 : Amore Bekker, animatrice radio et écrivaine sud-africaine.
- 1966 :
  - Laurence Côte, actrice française.
  - Dieudonné, acteur, humoriste puis polémiste français.
  - Cristina Grigoraș, gymnaste roumaine championne olympique.
- 1967 :
  - Uwe Daßler, nageur allemand.
  - Hank Gathers (en), joueur de basket-ball américain († 4 mars 1990).
- 1968 : Lavinia Agache, gymnaste roumaine championne olympique.
- 1969 : Jennifer Aniston, actrice américaine.
- 1971 : 
  - Damian Lewis, acteur britannique.
  - Susi Susanti, joueuse indonésienne de badminton, première championne olympique de la discipline.
- 1972 :
  - Steve McManaman, footballeur anglais.
  - Kelly Slater, surfeur américain.
- 1974 :
  - Julien Arnaud, journaliste français.
  - D'Angelo (Michael Eugene Archer dit), chanteur de neo soul, pianiste, guitariste, compositeur et producteur américain.
  - Sébastien Hinault, cycliste français.
  - Dominique Perras, coureur cycliste canadien.
  - Pedrito de Portugal (Pedro Alexander Anjos Roque Silva dit), matador portugais.
  - Jaroslav Spacek, joueur de hockey sur glace tchèque.
  - Tao Luna, tireuse sportive chinoise, championne olympique.
- 1976 :
  - Tony Battie, basketteur américain.
  - Alexandra Neldel, actrice allemande.
- 1977 : Mike Shinoda, musicien américain du groupe Linkin Park.
- 1978 : Hugues Renson, homme politique français.
- 1979 : Brandy, chanteuse et actrice américaine.
- 1980 : Mark Bresciano, footballeur australien.
- 1981 :
  - Sonia Rolland, actrice française, Miss France 2000.
  - Kelly Rowland, chanteuse américaine.
- 1982 : Natalie Dormer, actrice britannique.
- 1983 : Rafael van der Vaart, footballeur néerlandais.
- 1984 :
  - Maxime Talbot, joueur de hockey sur glace canadien.
  - Bastien Vivès, auteur de bande dessinée français.
- 1985 :
  - William Beckett, chanteur américain.
  - Roy Contout, footballeur français.
  - Mike Richards, joueur de hockey sur glace canadien.
  - Šárka Záhrobská, skieuse alpine tchèque.
- 1987 :
  - Beat Feuz, skieur alpin suisse.
  - Lamine Kanté, basketteur français.
- 1988 :
  - Vlad Moldoveanu, basketteur roumain.
  - Jazz Raycole, actrice et danseuse américaine.
- 1989 :
  - Adèle Haenel, actrice française.
- 1991 : Nikola Mirotić, basketteur espagnol d'origine monténégrin.
- 1992 : Taylor Lautner, acteur américain.
- 1996 : Daniil Medvedev, joueur de tennis russe.
- 1997 : 
  - Rosé (Roseanne Park dite), chanteuse néo-zélandaise-sud-coréenne.
  - Hubert Hurkacz, joueur de tennis polonais.
  - Lisa Vicari, actrice allemande.

### XXIesiècle
- 2002 : Liam Lawson, pilote automobile néo-zélandais

## Décès

### Iersiècle
- 55 : Britannicus, fils de l'empereur Claude (° 12 février 41).

### IIIesiècle
- 244 : Gordien III, empereur romain (° 20 janvier 225).

### VIIesiècle
- 641 : Héraclius, empereur byzantin (° v. 575).

### VIIIesiècle
- 731 : Grégoire II, pape (° v. 669).

### IXesiècle
- 824 : Pascal Ier, pape (° inconnue).

### XIIIesiècle
- 1250 (ou 18 février) : Guillaume de Sonnac, grand maître templier, tué des suites de la bataille de Mansourah de la veille (° inconnue).

### XVIesiècle
- 1503 : Élisabeth d'York, reine d'Angleterre, épouse de Henri VII, mère de Henri VIII (° 11 février 1466).

### XVIIesiècle
- 1617 : Giovanni Antonio Magini, homme de sciences italien (° 13 juin 1555).
- 1626 : Pietro Antonio Cataldi, mathématicien italien (° 15 avril 1548).
- 1650 : René Descartes, philosophe et mathématicien français (° 31 mars 1596).

### XVIIIesiècle
- 1786 : Jeanne Delozanne dite « la grande Jeannette », dernière criminelle française avérée comme soumise à la torture (° 4 avril 1736).

### XIXesiècle
- 1850 : Charles-Marie de Feletz, homme d'Église et homme de lettres français (° 3 janvier 1767).
- 1868 : Léon Foucault, physicien français (° 18 septembre 1819).
- 1884 : John Hutton Balfour, botaniste britannique (° 15 septembre 1808).
- 1886 : 
  - Adolphe Desbarrolles, artiste et chiromancien français (° 22 août 1801).
  - Bernardo Gaviño, matador espagnol (° 20 août 1812).
  - Carl Johan Malmsten, mathématicien et homme politique suédois (° 9 avril 1814).

### XXesiècle
- 1925 : Aristide Bruant, chansonnier français (° 6 mai 1851).
- 1931 : Charles Algernon Parsons, ingénieur britannique (° 13 juin 1854).
- 1937 : Walter Burley Griffin, architecte et paysagiste américain (° 24 novembre 1876).
- 1938 : Kazimierz Twardowski, philosophe polonais (° 20 octobre 1866).
- 1939 : Franz Schmidt, musicien autrichien (° 22 décembre 1874).
- 1940 : John Buchan, Gouverneur général du Canada (° 26 août 1875).
- 1945 : Al Dubin, parolier américain (° 10 juin 1891).
- 1948 : Sergueï Eisenstein, réalisateur lituanien (° 22 janvier 1898).
- 1951 : Ambroise Croizat, homme politique français (° 28 janvier 1901).
- 1958 : Ernest Jones, psychiatre et psychanalyste britannique (° 1er janvier 1879).
- 1960 : Victor Klemperer, philologue allemand (° 9 octobre 1881).
- 1962 : Evelyn Brooke, infirmière néo-zélandaise (° 13 septembre 1879).
- 1963 : Sylvia Plath, poétesse américaine (° 27 octobre 1932).
- 1972 : Colin Munro MacLeod, généticien américain d'origine canadienne (° 28 janvier 1909).
- 1973 : Hans Daniel Jensen, physicien allemand, Prix Nobel de physique 1963 (° 25 juin 1907).
- 1975 : Richard Ratsimandrava, militaire et chef de l'État malgache pendant six jours jusqu'à son assassinat (° 21 mars 1931).
- 1976 : 
  - Lee J. Cobb, acteur américain (° 8 décembre 1911).
  - Alexander Lippisch, scientifique allemand (° 2 novembre 1894).
- 1977 : Louis Beel, premier ministre néerlandais (° 12 avril 1902).
- 1978 : Harry Martinson, écrivain suédois, Prix Nobel de littérature 1974 (° 6 mai 1904).
- 1981 : Chan Choy Siong, féministe et femme politique singapourienne (° 1931).
- 1982 :
  - Eleanor Powell, actrice et danseuse américaine (° 21 novembre 1912).
  - Takashi Shimura, acteur japonais (° 12 mars 1905).
- 1983 : Grand Kallé (Kabasele T.), musicien, chanteur, père et chantre de la rumba congolaise moderne (° 16 décembre 1930).
- 1985 : 
  - Henry Hathaway, réalisateur américain (° 13 mars 1898).
  - Heinz Roemheld, compositeur américain (° 1er mai 1901).
- 1986 : Frank Herbert, écrivain américain (° 8 octobre 1920).
- 1993 : Robert W. Holley, biochimiste américain, Prix Nobel de médecine 1968 (° 28 janvier 1922).
- 1994 :
  - Sorrell Booke, acteur américain (° 4 janvier 1930).
  - William Conrad, acteur américain (° 27 septembre 1920).
  - Joseph Cordeiro, cardinal indien (° 19 janvier 1918).
  - Paul Feyerabend, philosophe des sciences américain d'origine autrichienne (° 13 janvier 1924).
  - Nicole Germain, comédienne et animatrice québécoise (° 29 novembre 1917).
- 1996 :
  - Amelia Rosselli, poétesse italienne (° 28 mars 1930).
  - Pierre Verger, photographe et ethnologue français (° 4 novembre 1902).
- 1997 :
  - Aline Gagnaire, peintre surréaliste française (° 11 septembre 1911).
  - Don Porter, acteur américain (° 24 septembre 1912).
- 1998 : Silvano Bozzolini, peintre italien (° 3 décembre 1911).
- 2000 :
  - Jacqueline Auriol, aviatrice française (° 5 novembre 1917).
  - Bernardo Capó, cycliste sur route espagnol (° 20 octobre 1919).
  - Roger Vadim, acteur et réalisateur français (° 26 janvier 1928).

### XXIesiècle
- 2002 : Frank Crosetti (en), joueur puis entraîneur de baseball américain (° 4 octobre 1910).
- 2003 : 
  - Michel Graillier, pianiste de jazz français (° 18 octobre 1946).
  - Daniel Toscan du Plantier, producteur français (° 7 avril 1941).
- 2004 : Bruno Condé, spéléologue et zoologiste français (° 5 mars 1920).
- 2005 : 
  - Raymond Hermantier, acteur et metteur en scène français (° 13 janvier 1924).
  - Dénes Kovács, violoniste hongrois (° 18 avril 1930).
  - Guy Lechasseur, homme politique et magistrat québécois (° 24 janvier 1916).
- 2006 : 
  - Peter Benchley, auteur et scénariste américain (° 8 mai 1940).
  - Ken Fletcher, joueur de tennis australien (° 15 juin 1940).
- 2007 : 
  - Jean Boulbet, écrivain et ethnologue français (° 2 janvier 1926).
  - Bill Clement, joueur de rugby à XV gallois (° 9 avril 1915).
  - Jacinto-Luis Guereña, poète et critique littéraire argentin (° 28 août 1916).
  - André Postel-Vinay, résistant et haut fonctionnaire français (° 4 juin 1911).
  - Jim Ricca, joueur de foot U.S. américain (° 8 octobre 1927).
- 2008 :
  - Emilio Carballido, écrivain mexicain (° 22 mai 1925).
  - Tom Lantos, homme politique américain (° 1er février 1928).
  - Alfredo Reinado, militaire rebelle timorais (° 11 novembre 1968).
  - Boris Schreiber, écrivain français (° 29 mai 1923).
- 2009 : Estelle Bennett (en), chanteuse américaine du groupe The Ronettes (° 22 juillet 1941).
- 2010 : 
  - Heward Grafftey, homme d’affaires et homme politique canadien (° 5 août 1928).
  - Alexander McQueen, styliste britannique (° 17 mars 1969).
  - Pierre Vadeboncœur, syndicaliste et écrivain québécois (° 28 juillet 1920).
- 2011 : 
  - Bad News Brown (Paul Frappier dit), MC de hip-hop et musicien québécois d’origine haïtienne (° 8 mai 1977).
  - Roger Gosselin, lecteur de nouvelles et animateur québécois (° 28 janvier 1935).
  - Chuck Tanner, joueur et gérant de baseball américain (° 4 juillet 1928).
- 2012 : Whitney Houston, chanteuse, actrice, productrice américaine (° 9 août 1963).
- 2014 : Léon Hégelé, évêque catholique français (° 30 janvier 1925).
- 2015 :
  - Roger Hanin, acteur, réalisateur et écrivain français (° 20 octobre 1925).
  - Pierre-Philippe Pasqua, homme d'affaires français (° 9 janvier 1948).
- 2017 : 
  - Chavo Guerrero, Sr., catcheur américain (° 7 janvier 1935).
  - Vassili Koudinov, handballeur soviétique puis russe (° 17 février 1969).
  - Hal Moore, militaire américain (° 13 février 1922).
  - Jirō Taniguchi, auteur de mangas japonais (° 14 août 1947).
- 2019 : Réal Giguère, animateur de radio et de télévision, scénariste et acteur québécois (° 24 mai 1933).
- 2020 : François André, homme politique breton député (° 19 juillet 1967).
- 2023 :
  - Deniz Baykal, avocat, politologue et homme politique turc (° 20 juillet 1938).
  - Odd Eriksen, homme politique norvégien (° 11 mars 1955).
  - Adrien Fainsilber, architecte et urbaniste français (° 15 juin 1932).
  - Robert Hébras, écrivain, résistant français, une des six personnes à avoir survécu au massacre d'Oradour-sur-Glane (° 29 juin 1925).
  - Lee James, haltérophile américain (° 31 octobre 1953).
- 2024 :
  - Allen Joseph Bard, chimiste américain (° 18 décembre 1933).
  - Fabienne Chauvière, journaliste et productrice de radio et de télévision française (° 11 juillet 1959).
  - Füruzan, écrivaine turque (° 29 octobre 1932).
  - Kelvin Kiptum, athlète de fond kényan (° 2 décembre 1999).
  - Didier Ozanam, historien français (° 30 août 1922).
  - Brigitte de Prémont, femme politique française (° 25 octobre 1935).

## Célébrations

### Internationales et nationales
- Nations unies : journée internationale des femmes et des filles de science[10].
- Union européenne : journée européenne du 112 ;Monument célébrant le cinquantenaire de la fête de la jeunesse camerounaise à Mbouda en 2016.

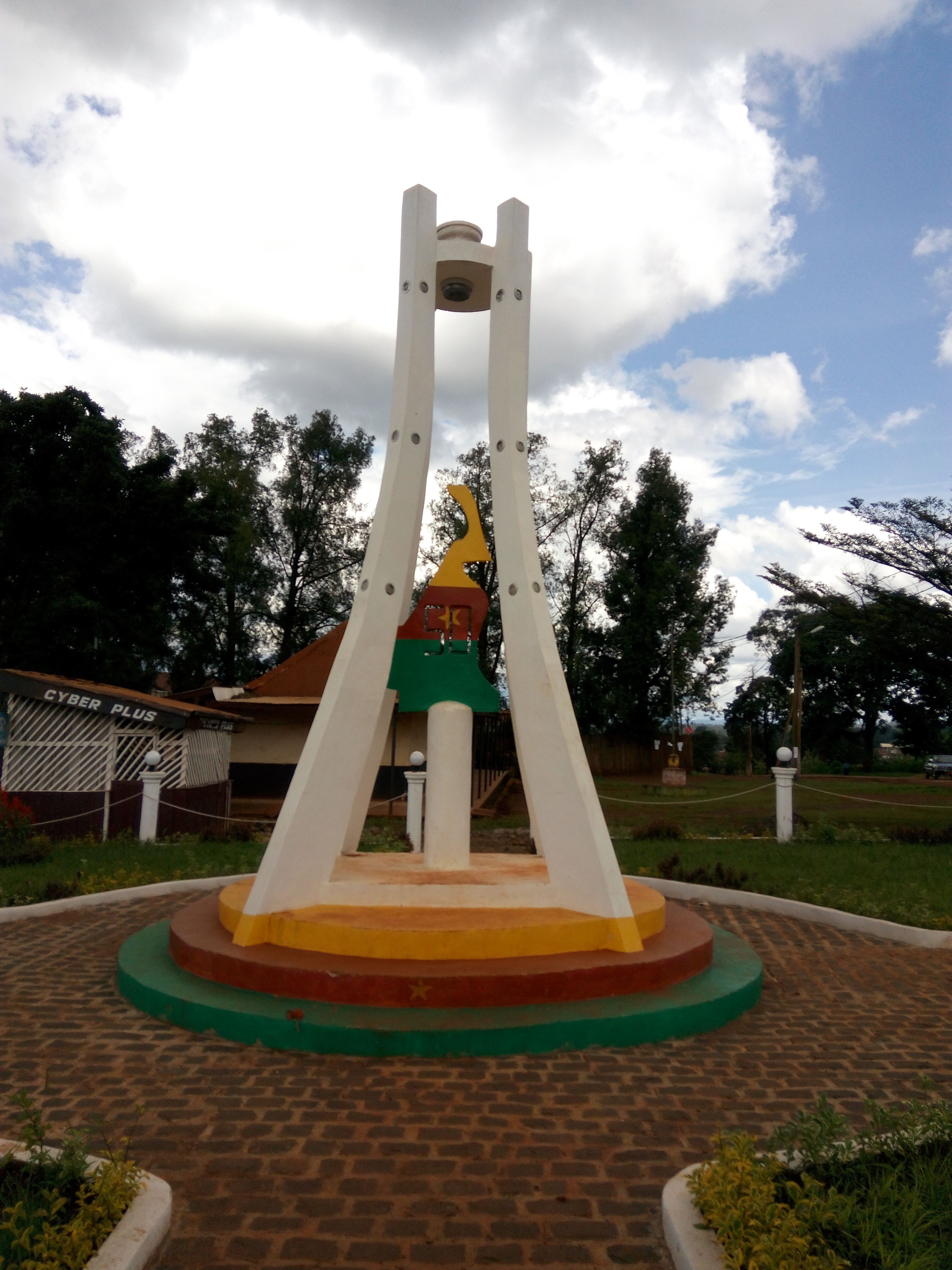
Monument célébrant le cinquantenaire de la fête de la jeunesse camerounaise à Mbouda en 2016.

  - ces deux derniers événements peut-être en raison de guérisons "miraculeuses" ou inexplicables survenues à partir de la première apparition mariale datée et commémorée du 11 février, de même que la célébration religieuse ci-après.
- Date possible pour le début du nouvel an asiatique, entre 20 janvier et 20 février au gré de la Lune.

- Cameroun : fête de la Jeunesse (photographie ci-jointe)[11].
- États-Unis d'Amérique du Nord : inventor's day ou jour des inventeurs en mémoire de la naissance de Thomas Edison (voir plus haut)[12].
- Iran : fête de la victoire de la révolution commémorant la prise du pouvoir par Khomeiny ci-avant[13], fête nationale[14].
- Italie, Vatican : fête de la conciliation en commémoration de la signature des accords du Latran Mussolini-Vatican plus haut.[réf. nécessaire]
- Japon : 建国記念日 ou kenkoku kinen no hi, jour férié anniversaire de la fondation de l'État commémorant depuis 1872 la fondation de la nation et de la lignée impériale par Jinmu, (神武天皇 ou Jinmu Tennō le premier empereur cité par la tradition ; arbitrairement fixé au 11 février de l'an -660 comme plus haut (Kigensetsu ou « jour de l'ère » de 1872 à 1948, puis Kenkoku kinen no hi ou « jour de la fondation nationale » depuis 1966 ; voir aussi 2 janvier).
- Liberia : jour des forces armées[15],[16].
- Venezuela : día nacional del antropólogo y del sociólogo[17] ou journée nationale de l'anthropologue et du sociologue.

### Religieuses
- Christianisme : journée mondiale des malades initiée en 1982 par l'Église catholique le jour anniversaire de la première apparition de Notre-Dame de Lourdes (Bernadette Soubirous plutôt commémorée en tant que sainte les 18 février quant à elle).

#### Saints des Églises catholiques et orthodoxes
Saints des Églises catholiques et orthodoxes :
- Calocer († 170), 5e évêque de Ravenne.
- Castrensis de Sessa (it) († 450), évêque chassé par Genséric.
- Cædmon ou Cedmon († 680), moine et poète.
- Désiré d'Auvergne († 602), évêque de Clermont-Ferrand.
- Éoharn († 1024), ermite en Bretagne.
- Gaudin († 700), 25e évêque de Soissons (voir Gaud à d'autres dates dont les 16 novembre).
- Gobnait (en) († VIe siècle), abbesse en Irlande.
- Grégoire II († 731), 89e pape (de 715 à 731).
- Jonas († IVe siècle), disciple de saint Pacôme (9 mai), moine en Égypte.
- Luce d'Andrinople († 348), évêque d'Andrinople, martyrisé par les ariens.
- Odon Ier († 942), 32e évêque de Beauvais.
- Pascal Ier († 824), 98e pape (de 817 à 824).
- Séverin d'Agaune († 508), abbé de Saint-Maurice (Valais).
- Simplice († Ve siècle), 13e évêque de l'Vienne (Gaules et actuel Dauphiné en France).
- Sotère de Rome (it) († 304), vierge et martyre à Rome.
- Théodora († 867), Impératrice byzantine.

#### Saints et bienheureux des Églises catholiques
Saints et bienheureux des Églises catholiques :
- Ardaing ou Ardan († 1056), abbé de l'abbaye de Tournus.
- Catalan Fabri († 1321) et Pierre de Cuneo, bienheureux religieux franciscains, martyrs.
- Élisabeth Salviati († 1519), bienheureuse religieuse italienne camaldule.
- Héloïse de Coulombs († vers 1066), ermite bénédictine.
- Pierre de Guarda (pt) († 1505), franciscain à Madère.
- Pierre de Jésus Maldonado († 1927), prêtre mexicain, martyr à Chihuahua sous le gouvernement anticatholique mexicain.
- Tobie Borras Romeu († 1937), bienheureux frère de Saint Jean de Dieu espagnol, martyr à Ciempozuelos.

#### Saints orthodoxes,aux dates parfois"juliennes"ou orientales
Saints des Églises orthodoxes :
- Dimitri († 1392), Dimitri de Prilouki, moine et higoumène, fondateur du monastère Saint-Nicolas de Pereslavl et du monastère Spasso-Priloutsky.
- Georges (en) († 1515), Georges le Serbe, néo-martyr à Sofia.
- Vsevolod († 1139), Vsevolod de Pskov.

### Prénoms du jour[Où?]
Bonne fête aux :
- Ehouarn et ses variants bretons : Eoarn, Ehoarn, Euhoiarn.
- Aux Éloïse et Héloïse,
- Sotère,
- Théodora et ses variantes : Dora, Teodora, Téodora, Teodorina, Téodorina, Théa, Théodorina et Theodorine.

## Traditions et superstitions

### Dictons
- « À la saint-Séverin, la neige est en chemin. »[20],[21]
- « À saint-Séverin, chauffe tes reins. »[21]
- « Séverin et ses coquins font tout geler sur leur chemin. »[22]

### Astrologie
- Signe du zodiaque : 22e jour du signe astrologique du Verseau.

## Toponymie
- Plusieurs voies, places, sites ou édifices de pays ou provinces francophones contiennent la date du jour dans leur nom : voir Onze-Février .